# Federico Castro
Federico Gastón Castro (Buenos Aires, Argentina, 24 de agosto de 1993) es un futbolista argentino que se desempeña como delantero en Patronato de la Primera Nacional.

## Trayectoria
Formado en las inferiores del Club Social Ramallo, empezó su carrera profesional en las inferiores de Defensa y Justicia, hasta que se incorpora a Deportivo Maipú, donde debuta profesionalmente el 21 de octubre de 2012 en un partido contra Juventud Unida Universitario, que terminó en victoria 4-1 para su equipo. Meses después ficha en Cambaceres donde jugó 20 partidos y no marcó goles. Luego jugó en Defensores de Belgrano, donde anotó su primer gol profesional en su debut con el club ante Alvarado, el 24 de agosto de 2014, gol que significó el triunfo de su equipo. Aquella temporada terminó con 13 partidos jugados y cinco goles anotados para Castro.
Después de su buena campaña en el "Dragón" pasó a Sarmiento de Junín, pero debido a su pobre rendimiento, fue enviado a préstamo a Santamarina de Tandil de la Primera B Nacional. Tras esto regresa a Defensores de Belgrano, club en el que permanece dos años hasta que en 2018 firma por Independiente Rivadavia.
A causa de su buen paso por "La Lepra mendocina", llamó la atención de Palestino, teniendo su primera experiencia en el extranjero. En el equipo chileno participó en 6 duelos y anotó un gol. En 2020 fichó en otro club chileno de la Primera División, Curicó Unido, en donde convirtió el gol del triunfo en el primer partido del campeonato. En el cuadro curicano disputó 28 partidos y convirtió 10 goles, siendo el mayor goleador del club aquella temporada. A pesar de aquello, el jugador no continuó en el club para el futuro.
Tras su paso por el fútbol chileno, en junio de 2021 fichó por el Sol de América de la Primera División de Paraguay.Su paso por el elenco guaraní fue breve y en enero de 2022 regresó a Curicó Unido.En su segundo paso por el club tortero fue determinante para la gran campaña en el campeonato de Primera División 2022, y la clasificación a la Copa Libertadores 2023, en donde juega ambos partidos ante Cerro Porteño por la Fase 2 de la competición continental. Sin embargo, tras el descenso de Curicó en 2023, abandona la institución albirroja, en donde jugó 86 partidos y anotó 23 goles en sus dos etapas en el club.
En 2024 Castro regresó a Independiente Rivadavia, que logró el año anterior el ascenso a la Primera División argentina por primera vez en su historia.Por la Copa de la Liga Profesional 2024 jugó 8 partidos y convirtió 2 tantos.

## Clubes
| Club                     | País      | Año       | PJ | Goles |
| ------------------------ | --------- | --------- | -- | ----- |
| Deportivo Maipú          | Argentina | 2012      | 1  | 0     |
| Defensores de Cambaceres | Argentina | 2012-2013 | 20 | 0     |
| Defensores de Belgrano   | Argentina | 2014      | 16 | 7     |
| Sanmiento (Junín)        | Argentina | 2015      | 4  | 0     |
| Santamarina (Cedido)     | Argentina | 2016      | 19 | 2     |
| Defensores de Belgrano   | Argentina | 2016-2018 | 56 | 14    |
| Independiente Rivadavia  | Argentina | 2018-2019 | 28 | 7     |
| Palestino                | Chile     | 2019      | 6  | 1     |
| Curicó Unido             | Chile     | 2020-2021 | 30 | 10    |
| Sol de América           | Paraguay  | 2021      | 10 | 0     |
| Curicó Unido             | Chile     | 2022-2023 | 56 | 13    |
| Independiente Rivadavia  | Argentina | 2024      | 8  | 2     |